# Liber-cugetător

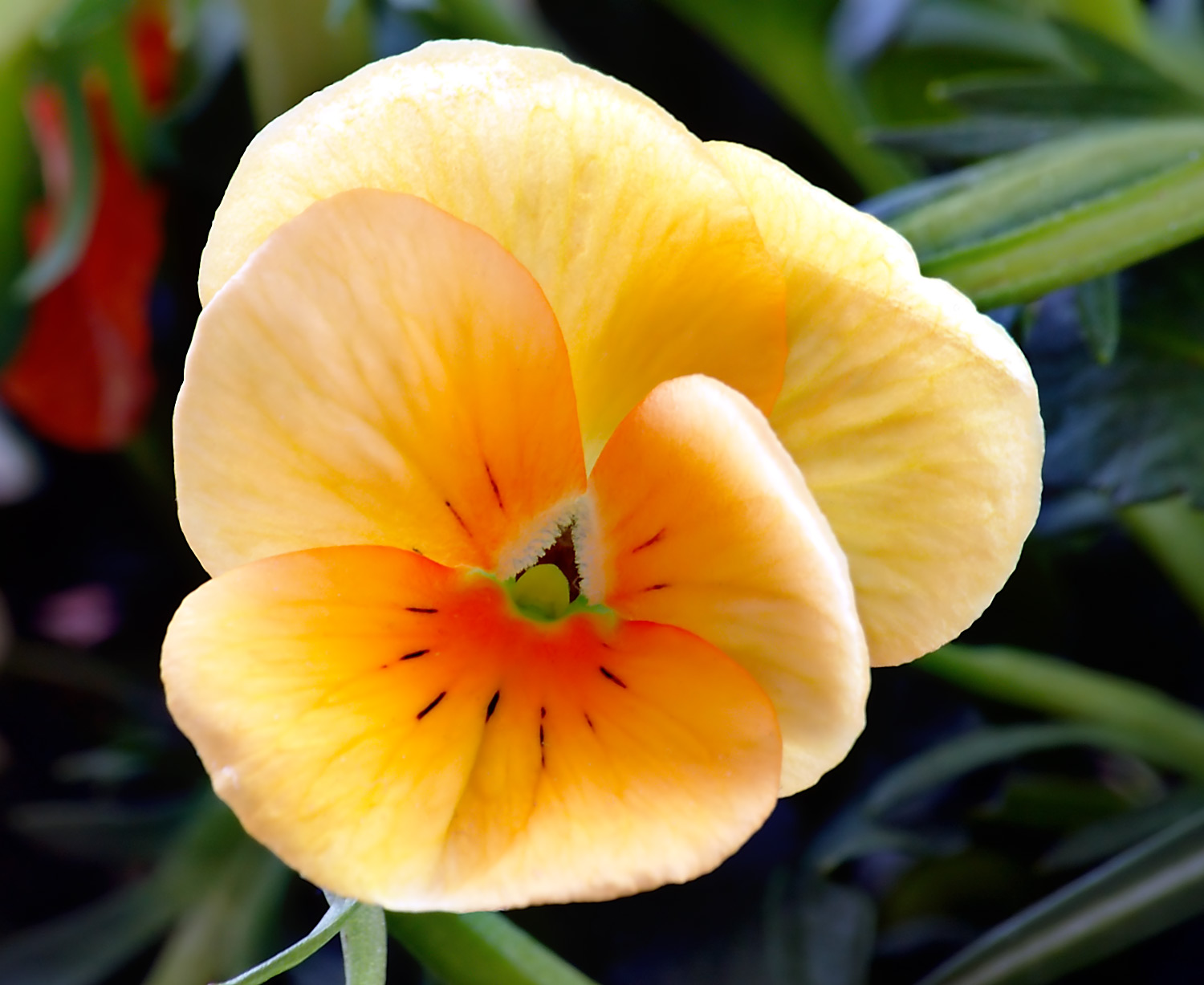
Panseluța, simbolul liber-cugetătorilor

Liber-cugetător este de obicei acel om care, în actele sale de cunoaștere de orice fel (trăirile sunt cunoaștere, tot așa cum orice cunoaștere, inclusiv de logică, este o trăire), nu se supune nici unei cutume prestabilite de altcineva sau de societate, niciunui concept (paradigmă) și este deschis spre îmbunătățirea și chiar schimbarea conceptelor inventate de el. Singura autoritate în domeniu pe care o recunoaște este libertatea de a cugeta oricând și la orice voiește, fără nicio opreliște; din punct de vedere al cugetării ce o formează în sine, indiferent de matricea ce o favorizează (fie ea de natură inspirativă, afectivă sau atipică), el este deschis către universalitate și libertate, nu către dogmatism și condiționare.
Jacque Fresco⁠(d) (1916-2017), o personalitate înțeleasă ca liber-cugetător, în conceptele sale spunea că omul își poate folosi experiența și creativitatea pentru a deveni un rezolvitor de probleme. Printre realizările sale se numără „The Venus Project”. Gândirea liberă poate da posibilități nelimitate pentru un obiect, o ființă sau pentru abordarea unei probleme, sau poate face o persoană să înțeleagă mai ușor multiculturalismul.
Constrângerea în gândire poate face ca un om să se oprească atunci când întâmpină dificultăți de calcul sau înțelegerea conceptelor, a termenilor, ori poate abandona cercetarea când nu mai are nicio soluție. Liber-cugetătorul în actele de cunoaștere absoarbe informația existentă la nivel mondial, dar pentru absolut orice informație primită trebuie să aibă o bază solidă care poate fi verificată de alte persoane. Pentru acceptarea unei informații se urmărește de obicei faptul că ea corespunde cu realitatea observabilă. Realitatea care nu se observă cu ochiul liber în spațiu deschis , cum ar fi undele radio sau semnalele de internet, se poate testa prin aparate specifice, spre exemplu conectarea la internet a unui telefon mobil.
Faptul că liber-cugetătorul nu se supune regulilor sau conceptelor prestabilite de altcineva există în cazul când aceste reguli sunt greșite sau insuficient detaliate care nu ating toate punctele de vedere.  O regulă stabilită de cineva sau o autoritate nu ar trebui să fie „o poruncă bătută în cuie” Jaque Fresco vorbea despre faptul că nu există o utopie a tuturor lucrurilor: un laptop de acum nu va mai fi la fel de folositor peste câțiva ani în care tehnologia va evolua și va produce un laptop mult mai avansat. Conceptul evoluției se aplică în toate domeniile inclusiv în gândire, iar liber-cugetătorul nu dorește a folosi „gândirea clasică” sau „gândirea conservatoare” pentru a trăi într-o lume modernă în continuă expansiune, de acea se afirmă că este deschis spre îmbunătățirea și schimbarea conceptelor inventate de el. El nu se identifică ca „ateu” care ar însemna o persoană ce nu are o credință într-un zeu, ci mai degrabă se identifică prin însăși cuvântul care îl descrie: a cugeta liber.